# 國際物理奧林匹克
国际物理奥林匹克（International Physics Olympiad，簡稱IPhO）是中学生角逐的物理竞赛，作为国际科学奥林匹克竞赛的一种，国际物理奥林匹克每年举办一次。第一届于1967年在波兰华沙举行。
每国一个代表队，由5名学生选手和2位领队组成，观察员也可随队。學生將會將個人進行比賽，解答理論及實驗性問題。學生表現成績優異，可獲得金、銀、銅牌或榮譽獎。

## 歷史
早期賽事參賽加國都是中歐國家。獲邀參與國家包括保加利亞、捷克斯洛伐克、匈牙利及羅馬尼亞（當中包括主办國波蘭）每隊有三名中學生及一名導師。第一屆學生需要解答四條理論及一條實驗問題。
第二屆物理奧林匹克由Rezső Kunfalvi舉行，在匈牙利布達佩斯舉行。八個國家參與角逐。東德、蘇聯及南斯拉夫參與比賽。隊中都是有三名中學生及一名導師。在第二屆舉辦前舉行一場淘汰賽。 
第三屆由Rostislav Kostial教授在捷克斯洛伐克布尔诺舉行。該屆有五名中學生及兩名導師
第四屆在1970年在蘇聯莫斯科舉行。每個國家派出六名學生及兩名領隊。此屆比賽作出了少許改動。
自第五屆1971年在保加利亞索菲亞舉行，每隊有五名學生及兩名領隊。1978年及1980年沒有舉辦國際物理奧林匹克。因為西方國家參賽的影響。西德是第一個參加此比賽的資本主義國家。因此東方國家取消1980年及1982年比賽。1982年以後，西方國家可以自由參賽。現在每年均會決定舉行的場地，每個國家需要在三年內不能舉行兩次比賽。
理論測驗最少五小時及回答三條問題。大多數問題都多於一個部份。問題包括一條或兩條實驗題，需要五小時完成。

## 比賽過程及獎項
比賽最少舉行兩天各五小時的考試。第一天是解答三條理論問題，內容必須分佈在四個均在中學教授過的領域（力學、熱力學、電動力學和量子力學），總分30分。 另一天是解答一或兩條實驗問題，總分20分。
比賽的問題應該注重於考驗參賽學生的創意和對物理的理解，而不是數學計算的技巧和速度。理論及實驗卷的長度都小於12,000個字元（包括空格號，但不包括封面和答題紙）。這兩天之間比賽會有至少一天的休息時間。參賽者須為未曾接受高等教育且比賽結束時未滿21歲的中學生。一般來說隊伍有五名學生及一名领队，一名副领队）。
拿到奧林匹克獎牌以及榮譽紀錄是根據以下規則而定:獲得金牌的條件是成績最好的8%參加者。獲得銀牌的條件是成績最好的25%（减去金牌得主）參加者。獲得銅牌的條件是成績最好的50%（减去金银牌得主）參加者。而最好的67%（减去金银铜牌得主）的參加者可獲得獎章。而所有參加者可獲得參加證。總分最高、女性總分最高、理論卷最高、實驗卷最高的選手可獲得特別獎。

## 举办地
- 2029年 厄瓜多尔
- 2028年 韩国
- 2027年 匈牙利
- 2026年 哥伦比亚
- 2025年 法国
- 2024年 伊朗 伊斯法罕
- 2023年 日本 东京
- 2022年 瑞士[a][3]
- 2021年 立陶宛
- 2020年 俄羅斯[b][4]
- 2019年 以色列 特拉维夫
- 2018年 葡萄牙 里斯本
- 2017年 印度尼西亞 日惹
- 2016年 瑞士和列支敦士登
- 2015年 印度 孟買
- 2014年 哈薩克斯坦 阿斯塔納
- 2013年 丹麦 哥本哈根
- 2012年 爱沙尼亚 塔林 和 塔尔图
- 2011年 泰国 曼谷
- 2010年 克罗地亚 萨格勒布
- 2009年 墨西哥 梅里達
- 2008年 越南 河内
- 2007年 伊朗 伊斯法罕
- 2006年 新加坡
- 2005年 西班牙 萨拉曼卡
- 2004年 韩国 浦项
- 2003年 台灣 台北
- 2002年 印度尼西亚 巴厘岛
- 2001年 土耳其 安塔利亚
- 2000年 英国 莱斯特
- 1999年 意大利 帕多瓦
- 1998年 冰岛 雷克雅未克
- 1997年 加拿大 安大略省 萨德伯里
- 1996年 挪威 奥斯陆
- 1995年 澳大利亚 堪培拉
- 1994年 中国大陆 北京
- 1993年 美国 佛吉尼亚州 威廉斯堡
- 1992年 芬兰 赫尔辛基
- 1991年 古巴 哈瓦那
- 1990年 荷兰 格罗宁根
- 1989年 波兰 华沙
- 1988年 奥地利 巴德伊舍
- 1987年 德意志民主共和国 耶拿
- 1986年 英国 伦敦 哈罗
- 1985年 南斯拉夫 波爾托羅
- 1984年 瑞典 錫格蒂納
- 1983年 罗马尼亚 布加勒斯特
- 1982年 西德 马伦特
- 1981年 保加利亚 瓦爾納
- 1979年 苏联 莫斯科
- 1977年  捷克斯洛伐克 赫拉德茨-克拉洛韦
- 1976年 匈牙利 布达佩斯
- 1975年 东德 居斯特罗
- 1974年 波兰 华沙
- 1972年 罗马尼亚 布加勒斯特
- 1971年 保加利亚 索非亚
- 1970年 苏联 莫斯科
- 1969年 捷克斯洛伐克 布尔诺
- 1968年 匈牙利 布达佩斯
- 1967年 波兰 华沙

1. ↑  2022年的國際物理奧林匹克原定於白羅斯舉行，但許多國家因為白羅斯對俄羅斯對烏克蘭軍事行動的支持準備棄賽抵制，最終由瑞士舉行了線上的IPhO。
2. ↑  2020年的國際物理奧林匹克原定於立陶宛舉行。因2019冠狀病毒病疫情爆發而停辦，俄羅斯舉辦了線上的IdPhO。

## 另見
- 亞洲物理奧林匹克

## 外部連結
- IPhO首頁 （页面存档备份，存于）
- 1998年IPhO
- 1999年IPhO （页面存档备份，存于）
- 2000年IPhO
- 2002年IPhO
- 2003年IPhO
- 2004年IPhO
- 2005年IPhO
- 2006年IPhO （页面存档备份，存于）
- 2007年IPhO
- 2008年IPhO
- 2009年IPhO
- 2010年IPhO
- 2011年IPhO （页面存档备份，存于）
- 香港物理奧林匹克 （页面存档备份，存于）